# NGC 4448
NGC 4448 é uma galáxia espiral barrada (SBab) localizada na direcção da constelação de Coma Berenices. Possui uma declinação de +28° 37' 17" e uma ascensão recta de 12 horas, 28 minutos e 15,5 segundos.
A galáxia NGC 4448 foi descoberta em 11 de Abril de 1785 por William Herschel.